# آندرش گرونروس
آندرش گرونروس (سوئدی: Anders Grönros؛ زادهٔ ۱۹ اکتبر ۱۹۵۳) کارگردان فیلم و فیلم‌نامه‌نویس اهل سوئد است.
از فیلم‌هایی که وی در آن‌ها نقش داشته‌است، می‌توان به بچه‌های مرد شیشه‌گر اشاره نمود.